# Paola Tirados
Paola Tirados Sánchez (Las Palmas de Gran Canaria, 30 de abril de 1986) é uma nadadora sincronizada espanhola, medalhista olímpica.

## Carreira
Paola Tirados representou seu país nos Jogos Olímpicos de 2000 a 2008, ganhando a medalha de prata por equipes em Pequim.